# Voglio qualcosa di vero
Voglio qualcosa di vero è un singolo del gruppo musicale italiano The Sun, pubblicato il 26 agosto 2022 come quinto estratto dell'album Qualcosa di vero.

## Promozione
Il singolo è stato lanciato per promuovere l'associazione rivolta ai giovani cristiani "LabOratorium", di cui fanno parte imprenditori, scrittori e musicisti tra cui il prete youtuber don Alberto Ravagnani, don Luigi Maria Epicoco e il fondatore di ScuolaZoo Paolo De Nadai.
La canzone è stata suonata per la prima volta dal vivo a Loreto il 30 agosto, durante il "Raduno della Fraternità" che presenta il progetto.
Il singolo ha poi dato il titolo all'album in cui è stato raccolto, Qualcosa di vero.
Del brano è stata pubblicata anche una versione solamente strumentale.

## Tracce
1. Voglio qualcosa di vero – 3:02 (testo: Francesco Lorenzi – musica: Damiano Ferrari, Francesco Lorenzi)
2. Voglio qualcosa di vero (instrumental) – 3:02 (testo: Francesco Lorenzi – musica: Damiano Ferrari, Francesco Lorenzi)

## Formazione
- Francesco "The President" Lorenzi – voce, chitarra
- Riccardo "Trash" Rossi – batteria
- Matteo "Lemma" Reghelin – basso, cori
- Gianluca "Boston" Menegozzo – chitarra, cori
- Andrea "Cherry" Cerato – chitarra, cori